# 菅晴次
菅 晴次（かん はるじ、1891年（明治24年）2月28日 - 1985年（昭和60年）4月20日）は、日本の陸軍軍人。最終階級は陸軍中将。旧姓は石塚。評論家の菅孝行は息子。

## 経歴
滋賀県の没落農家に生まれる。滋賀県立膳所中学校を経て、1913年（大正2年）5月26日、陸軍士官学校（25期）を卒業。士官学校の教官だった菅孝の養子となり石塚姓から改姓する。同年12月25日、陸軍砲兵少尉に任官。1916年（大正5年）11月30日、陸軍砲工学校高等科を首席で卒業し、東京帝国大学工学部造兵学科に派遣された。1920年代後半からフランスの軍需工場に5年派遣されてフランス語を習得する。
1936年（昭和11年）8月1日陸軍砲兵大佐に昇格すると共に陸軍造兵廠東京砲兵工廠精機製造所長に就任、同年12月1日陸軍省兵器局鉄砲課長となり、1939年（昭和14年）3月9日陸軍少将・陸軍省兵器局長兼大本営野戦兵器長官に就任した。1941年（昭和16年）陸軍中将に昇格し、1942年（昭和17年）10月15日陸軍兵器行政本部総務部長、1944年（昭和19年）8月30日陸軍兵器行政本部長、1945年（昭和20年）4月11日陸軍兵器行政本部技術部長事務取扱を兼務し、敗戦を迎える。同年12月1日予備役に編入となる。1947年（昭和22年）11月28日、公職追放仮指定を受けた。
1953年（昭和28年）10月から日本兵器工業会（現日本防衛装備工業会）副会長に就任し、1955年（昭和30年）9月24日、砂田重政防衛庁長官私的諮問機関である防衛庁顧問団のメンバーに選任され、防衛庁顧問に就任した。日本兵器工業会においては会長代理を経て名誉会長として、兵器産業分野で指導的役割を果たした。実業家としては日本鋼管の孫会社会長や塚本總業の相談役か顧問を務めていたという。
1985年4月20日に肺炎で死去。

## 著書
- 「わが軍事科学技術の真相と反省 第5 陸戦兵器の全貌 上巻」（菅晴次他著 興洋社 1953年）
- 「東洋経済新報 別冊 (16) 1954年3月」 P130「日本の兵器産業を興す方策 菅晴次」（東洋経済新報社）
- 「機械技術 2(1) 1954年1月」  p6「兵器生産技術 菅晴次」（日刊工業新聞社）
- 「鉄鋼界 3(11) 1953年11月」 p6「防衛生産の将来と日本の鉄鋼業 菅晴次」（日本鉄鋼連盟）